# Nacionalni park Skadarsko jezero
Nacionalni park Skadarsko jezero  nalazi se na granici između Crne Gore i Albanije. Crnoj Gori pripadaju dvije trećine jezera dok je jedna trećina na teritoriju Republike Albanije. Crnogorski dio jezera s priobaljem, površine 40 000 ha, proglašen je nacionalnim parkom 1983. godine.
Živopisno i po mnogo čemu jedinstveno Skadarsko jezero smjestilo se u zetsko-skadarskoj kotlini, zadržavajući rijekom Bojanom kontakt s Jadranskim morem, od kojeg ga je u dalekoj prošlosti odvojio lanac visokih planina.
S površinom od 370 do 530 km2, ovisno od vodostaja, predstavlja najveće jezero na Balkanu. Odvaja se od ostalih nacionalnih parkova kao područje s izrazitim limnološkim karakteristikama, izuzetnim bogastvom ornitofaune i ihtiofaune i bujnom vegetacijom močvarnog tipa. Predstavlja jedan od najinteresantnijih biotopa ovog područja.
Samo jezero je kriptodepresija, što znači da se neki dijelovi njegovog dna nalaze ispod nivoa mora. Takva mjesta nazvana su sublakustrični izvori ili oka. Ima ih oko 30. Najdublje oko je Radus, dubine 60 m, a po nekim podacima i dublje, dok je prosječna dubina Jezera oko 6 m.
Njegove obale su razvedene i bogate brojnim zaljevima, poluotocima i rtovima, većinom močvarne, obrasle širokim pojasom trske. Biljni svijet je bogat i raznovrstan.
Kao značajno stanište vodenih ptica Skadarsko jezero je Ramsarskom konvencijom 1996. godine upisano u Svjetsku listu močvara od međunarodnog značaja.
Zahvaljujući prvenstveno očuvanju ekosustava i zbog nepristupačnosti nekih dijelova jezera, osobito uz njegovu sjevernu močvarnu obalu, Skadarsko jezero je ptičji raj čak za 264 vrste ptica, od kojih su mnoge u najvećem dijelu svojeg areala, prorjeđene i ugrožene. U Europi rijedak kudravi nesit (Pelicanus crispus) postao je zaštitni znak jezera i nacionalnog parka.
Mnogobrojni kulturno-povijesni spomenici: arheološka nalazišta, samostanski kompleksi i utvrđenja, razbacani u širokoj lepezi u bazenu Skadarskog jezera, govore da je još u XIV. i XV. stoljeću ovo područje bilo značajno kulturno središte.
Izuzetnu grupu kulturnog nasljeđa čini tradicionalno narodno graditeljstvo, stara nenaseljena i zapuštena ribarska naselja, smještena na samoj obali Jezera, Radus, Krnjice, Poseljani, Karuc, u kojima se nekada stanovalo, živjelo od ribarenja i raspletale ribarske mreže.